# Клариски

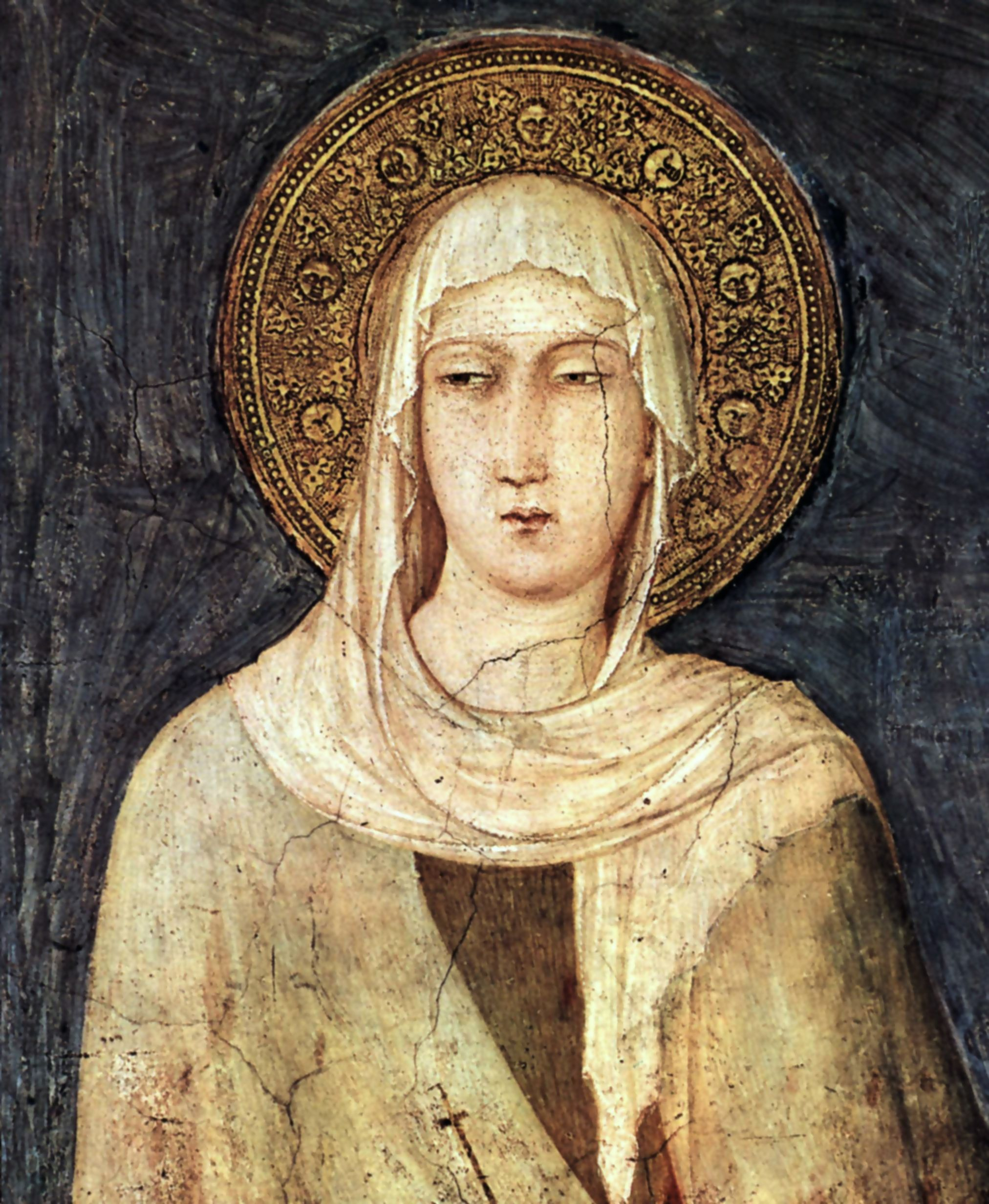
Святая Клара Ассізька. Робота художника Симоне Мартіні. Фрагмент із циклу фресок зі сценами з життя святого Мартіна Турського, базиліка Святого Франциска в Ассізі, 1322–1326 роки

Клариски, Клариси, Орден святої Клари (лат. Ordo Sanctae Clarae, OSCI) — жіночий чернечий орден Римо-католицької церкви, тісно пов'язаний духовно та організаційно з орденом францисканців. Орден було засновано святою Кларою Ассізькою як Другий (жіночий) орден францисканців 1212 року.
У більш широкому сенсі термін кларисинки також вживають відносно кількох незалежних чернецьких конгрегацій, історично чи духовно пов'язаних зі спадщиною святої Клари.

## Організація

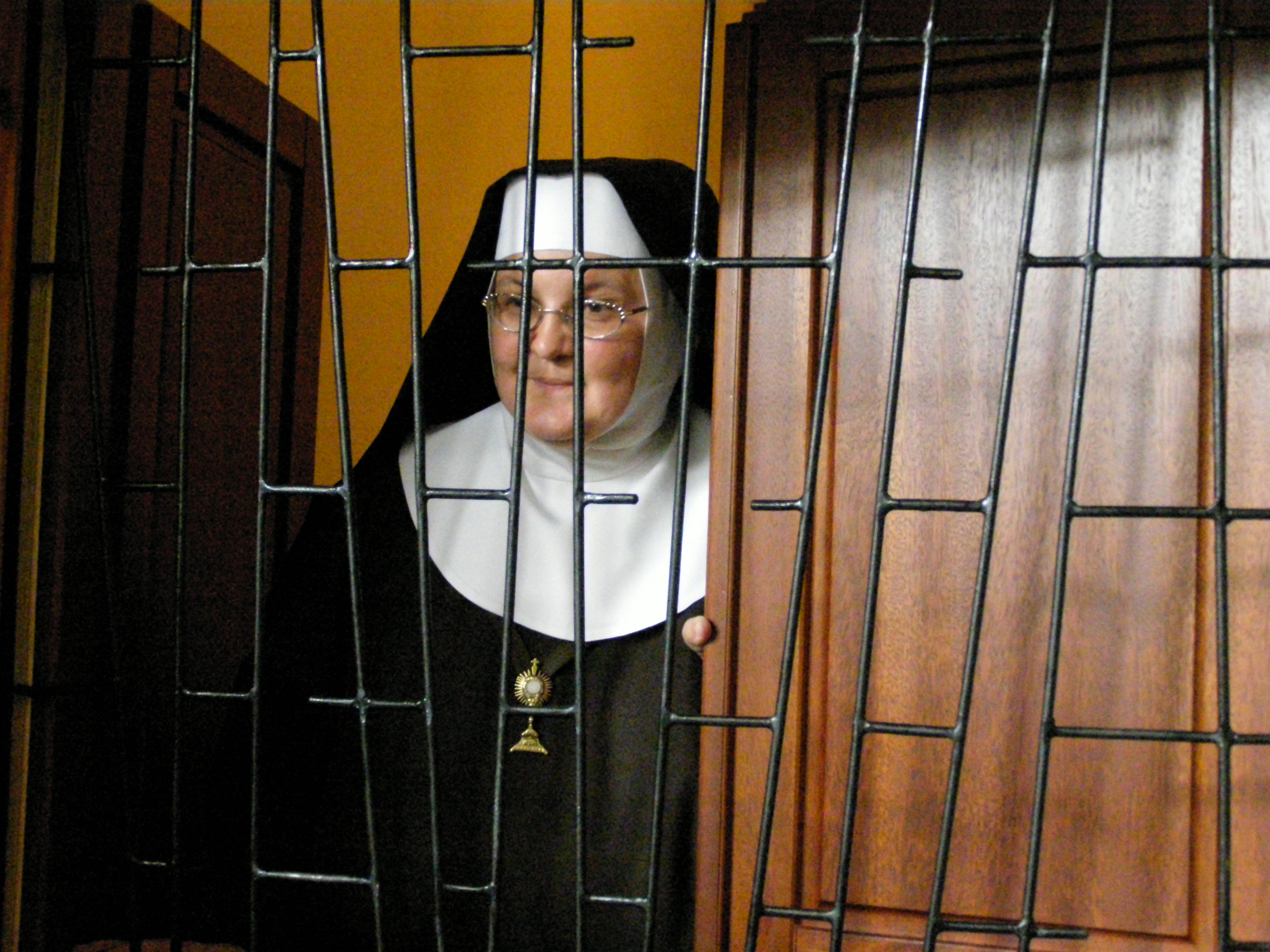
Черниця-кларисинка

Орден святої Клари організаційно складається з кількох напрямків: основний напрямок, що додержується первинного статуту святої Клари, налічував 2002 року 7918 черниць у 589 обителях; кларисинки-урбаніанки — 1163 черниці, кларисинки-капуцинки (див. капуцини (чернечий орден)) — 2263 черниці. Існують ще кілька більш дрібних напрямків всередині ордена.
Духовність ордена базується на молитві, бідності та покорі в дусі проповідей святого Франциска Ассізького та святої Клари. Багато монастирів кларисинок додержуються суворого затвору — спілкування черниць із мирянами може відбуватись тільки крізь ґрати, що символізують перепону між мирським і затворницьким життям.
Одежі кларисинок — чорна туніка, підперезана білою мотузкою, та білий головний убір з чорним простирадлом.

## Історія
Орден було засновано 1212 року святою Кларою Ассізькою при храмі святого Даміана в Ассізі. Поширення ордена проходило паралельно з розвитком ордена францисканців. 1230 року монастирі кларисинок були у всіх крупних містах Італії, а до 1263 року діяло вже 76 монастирів у всій Європі. 1253 року папа Іннокентій IV затвердив складений святою Кларою статут ордена. 1263 року папа Урбан IV прийняв оновлений статут, який було прийнято частиною ордена; черниць, які живуть за цим статутом, почали називати урбаніанками.
У XIV–XV століттях орден був багаторазово реформований, в результаті реформ утворились два незалежних ордени, які прийняли реформований статут святої Клари: колеттанки у Франції та францисканки-концепціоністки в Іспанії.
За часів Реформації орден пережив сильне скорочення чисельності монахинь, однак у XVII столітті орден почав бурхливо розвиватись, поширившись в тому числі й в Америку. В той період з'явились кілька нових напрямків всередині ордена: капуцинки, фарнезіанки та еремітки.
Під час Великої французької революції багато монастирів було ліквідовано, проте до середини XIX століття орден відновив свої позиції у Франції та решті Європи.

## Незалежні конгрегації
Існує дев'ять незалежних конгрегацій, пов'язаних з орденом кларисинок, які часто називають також кларисинками. Найбільшою є конгрегація кларисинок-францисканок, заснована 1857 року в Індії. 2002 року ця конгрегація налічувала 6831 черницю, насамперед в Індії.

## Кларисинки в Польщі та Литві
У Польщі та Великому князівстві Литовському кларисинки називались бернардинками. Вони з'явились у Польщі наприкінці XV століття. 1489 року в Кракові було засновано бернардинський монастир. Другий монастир кларисок заснували у Львові. Такі ж монастирі з'явились у XVII столітті в низці інших польських міст. На території Великого князівства Литовського бернардинки оселялись спочатку при чоловічих монастирях бернардинців (тобто францисканців-обсервантів) і не входили в затвор. 1566 року папа Пій V зобов'язав їх приймати затвор і три традиційні чернецькі обітниці. У першій половині XVII століття були засновані монастирі бернардинок у Вільно, Гродно, Бересті, Мінську та Слонімі. Після окупації білоруських і литовських земель Російською імперією кількість католицьких монастирів, у тому числі й бернардинських, постійно зменшувалась. До початку XX століття залишився тільки один Слонімський монастир, що діяв до 1907 року.